# Clausena lenis
Clausena lenis är en vinruteväxtart som beskrevs av Emmanuel Drake del Castillo. Clausena lenis ingår i släktet Clausena och familjen vinruteväxter. Inga underarter finns listade i Catalogue of Life.